# (2506) Pirogov
(2506) Pirogov est un astéroïde de la ceinture principale.

## Description
(2506) Pirogov est un astéroïde de la ceinture principale. Il fut découvert le 26 août 1976 à Naoutchnyï par Nikolaï Tchernykh. Il porte le nom de Nikolaï Pirogov. Il présente une orbite caractérisée par un demi-grand axe de 2,90 UA, une excentricité de 0,02 et une inclinaison de 2,2° par rapport à l'écliptique.

## Compléments